# The Face Men Thailand (mùa 2)
The Face Men Thailand Mùa 2 là mùa thi thứ hai của chương trình truyền hình thực tế tìm kiếm người mẫu nam Thái Lan. Chương trình bắt đầu sơ tuyển vào ngày 9 tháng 6 năm 2018 tại Yangon, Myanmar và ngày 11 tháng 8 năm 2018 tại Bangkok, Thái Lan. Người mẫu Lukkade Metinee tham gia với vai trò mới Master Mentor (huấn luyện viên hướng dẫn). Thành phần ba huấn luyện viên chính gồm Moo Asava, Sonia Couling và Toni Rakkaen. Antoine Pinto, nam vận động viên Muay Thái, đóng vai trò MC. Cuộc thi phát sóng từ ngày 7/10 - 9/12/2018. Thí sinh chiến thắng chung cuộc là Luis Meza.
Quán quân nhận được những giải thưởng sau:
- Trở thành đại sứ thương hiệu cho Comfort.
- Trở thành đại sứ thương hiệu của Wonjin.
- Cơ hội được hợp tác với Huawei Nova 3.
- Xuất hiện trên trang bìa tạp chí Harper Bazard Men Thailand.
- Tham gia chương trình thời trang của Paris Fashion Week được tài trợ bởi tạp chí Harper Bazard Men Thailand.
- Ký hợp đồng diễn xuất và góp mặt trong những bộ phim của nhà sản xuất Kantana Group.
- Trở thành chủ sở hữu biệt thự từ The Color của Areeya trị giá 2.000.000 THB.

## Thí sinh
Chú ý: Số liệu tính tại thời điểm ghi hình. Thí sinh bị loại mỗi tập được cứu và chuyển sang đội Lukkade, sau khi bị loại, thí sinh chỉ được tham gia thử thách cá nhân, với thử thách nhóm, thí sinh tham gia với tư cách khách mời.
| Thí sinh                   | Biệt danh | Tuổi | Chiều cao               | Quê quán         | Đội           | Tập bị loại | Thứ hạng |
| -------------------------- | --------- | ---- | ----------------------- | ---------------- | ------------- | ----------- | -------- |
| Nirut Mitwatthana          | Ruj       | 28   | 1,83 m (6 ft 0 in)      |                  | Sonia/Lukkade | Tập 3       | 18       |
| Yingphon Charungphokhakon  | Pon       | 20   | 1,80 m (5 ft 11 in)     |                  | Moo/Lukkade   | Tập 4       | 17       |
| Dom Petchthamrongchai      | Dom       | 15   | 1,82 m (5 ft 11+1⁄2 in) | Melbourne, Úc    | Toni/Lukkade  | Tập 6       | 16-13    |
| Bordinded Phanthakoengamon | Best      | 17   | 1,92 m (6 ft 3+1⁄2 in)  |                  | Toni/Lukkade  | Tập 6       | 16-13    |
| Jirat Suphromin            | Golf      | 26   | 1,78 m (5 ft 10 in)     |                  | Sonia/Lukkade | Tập 6       | 16-13    |
| Pierre Paul de Bodt        | Pierre    | 22   | 1,85 m (6 ft 1 in)      | Brussels, Bỉ     | Moo/Lukkade   | Tập 6       | 16-13    |
| Philip Bohman              | Kim       | 29   | 1,80 m (5 ft 11 in)     | Thụy Điển        | Sonia/Lukkade | Tập 7       | 12       |
| Bancha Bunsomsuk           | Mooyong   | 27   | 1,80 m (5 ft 11 in)     |                  | Toni/Lukkade  | Tập 8       | 11       |
| Nonthat Thanawatyanyong    | Bom       | 26   | 1,80 m (5 ft 11 in)     |                  | Moo           | Tập 9       | 10-5     |
| Jirayu Uengwanit           | Film      | 22   | 1,82 m (5 ft 11+1⁄2 in) |                  | Moo           | Tập 9       | 10-5     |
| Mondop Heamtan             | Bank      | 19   | 1,76 m (5 ft 9+1⁄2 in)  | Chanthaburi      | Toni          | Tập 9       | 10-5     |
| Kazuhito Hada              | Kat-chan  | 23   | 1,81 m (5 ft 11+1⁄2 in) | Bangkok          | Sonia         | Tập 9       | 10-5     |
| Andy Harris                | Andy      | 23   | 1,83 m (6 ft 0 in)      | Singapore        | Sonia         | Tập 9       | 10-5     |
| William Henry Aherne       | William   | 24   | 1,85 m (6 ft 1 in)      | London, Anh Quốc | Toni          | Tập 9       | 10-5     |
| Thitisan Goodburn          | Kim       | 19   | 1,80 m (5 ft 11 in)     | Bangkok          | Moo           | Tập 10      | 4-2      |
| Ratchaphong Anomakiti      | Poppy     | 24   | 1,76 m (5 ft 9+1⁄2 in)  |                  | Moo           | Tập 10      | 4-2      |
| Ryota Ohmi                 | Ryota     | 30   | 1,83 m (6 ft 0 in)      | Tokyo, Nhật Bản  | Toni          | Tập 10      | 4-2      |
| Luis Meza                  | Luis      | 23   | 1,85 m (6 ft 1 in)      | Los Angeles, Mỹ  | Sonia         | Tập 10      | 1        |

## Tập phát sóng

### Tập 1: Casting
Lần đầu phát sóng: 7 tháng 10 năm 2018
- Team Moo: Poppy, Bom, Film, Pon, Paul and Kim G.
- Team Sonia: Luis, Kat-chan, Ruj, Kim B., Andy and Golf
- Team Toni: Best, William, Mooyong, Dom, Bank and Ryota

### Tập 2: Equality By Wonjin
Lần đầu phát sóng:14 tháng 10 năm 2018
- Đội chiến thắng thử thách: Toni Rakkaen
- Top nguy hiểm: Pon Charungphokhakon and Kim Bohman
- Bị loại: None
- Khách mời: Victor Pinto, Sophida Kanchanarin & Gene Kasidit
- Nhiếp ảnh gia: Nat Prakobsantisuk

### Tập 3:Huawei Nova 3i Selfie Revolution
Lần đầu phát sóng: 21 tháng 10 năm 2018
- Đội chiến thắng thử thách: Toni Rakkaen
- Top nguy hiểm: Bom Thanawatyanyong and Ruj Mitwatthana
- Bị loại: Ruj Mitwatthana

### Tập 4:The Next Level of Clean with Comfort
Lần đầu phát sóng: 28 tháng 10 năm 2018
- Đội chiến thắng thử thách: Sonia Couling
- Top nguy hiểm: Pon Charungphokhakon and Best Phanthakoengamon
- Bị loại: Pon Charungphokhakon
- Nhiếp ảnh gia: Punsiri Siriwetchapun

### Tập 5: The Destiny with Huawei Nova 3i
Lần đầu phát sóng: 4 tháng 11 năm 2018
- Đội chiến thắng thử thách: Moo Asava
- Top nguy hiểm: William Aherne and Golf Suphromin
- Bị loại: William Aherne
- Mentor khách mời: Chermarn Boonyasak
- Khách mời: Korawan Lodsantia, Chayada Visuttipranee & Peemsinee Sawangkla

### Tập 6: Extraordinary Journeys with Bangkok Airways
Lần đầu phát sóng: 11 tháng 11 năm 2018
- Đội chiến thắng thử thách: Moo Asava
- Top nguy hiểm: Golf Suphromin, Dom Petchthamrongchai, Best Phanthakoengamon and Paul de Bodt
- Bị loại bởi Master Mentor: Golf Suphromin, Dom Petchthamrongchai, Best Phanthakoengamon and Paul de Bodt
- Khách mời: Kanachai Bencharongkul
- Nhiếp ảnh gia: Nat Sumontemee

### Tập 7:Preface of Final Walk
Lần đầu phát sóng:18 tháng 11 năm 2018
- Đội chiến thắng thử thách: Moo Asava
- Top nguy hiểm: Ryota Omi and Kim Bohman
- Bị loại: Kim Bohman
- Khách mời: Cindy Bishop & Sombatsara Thirasaroj

### Tập 8:Chasing The Sense of Perfume You Can Wear

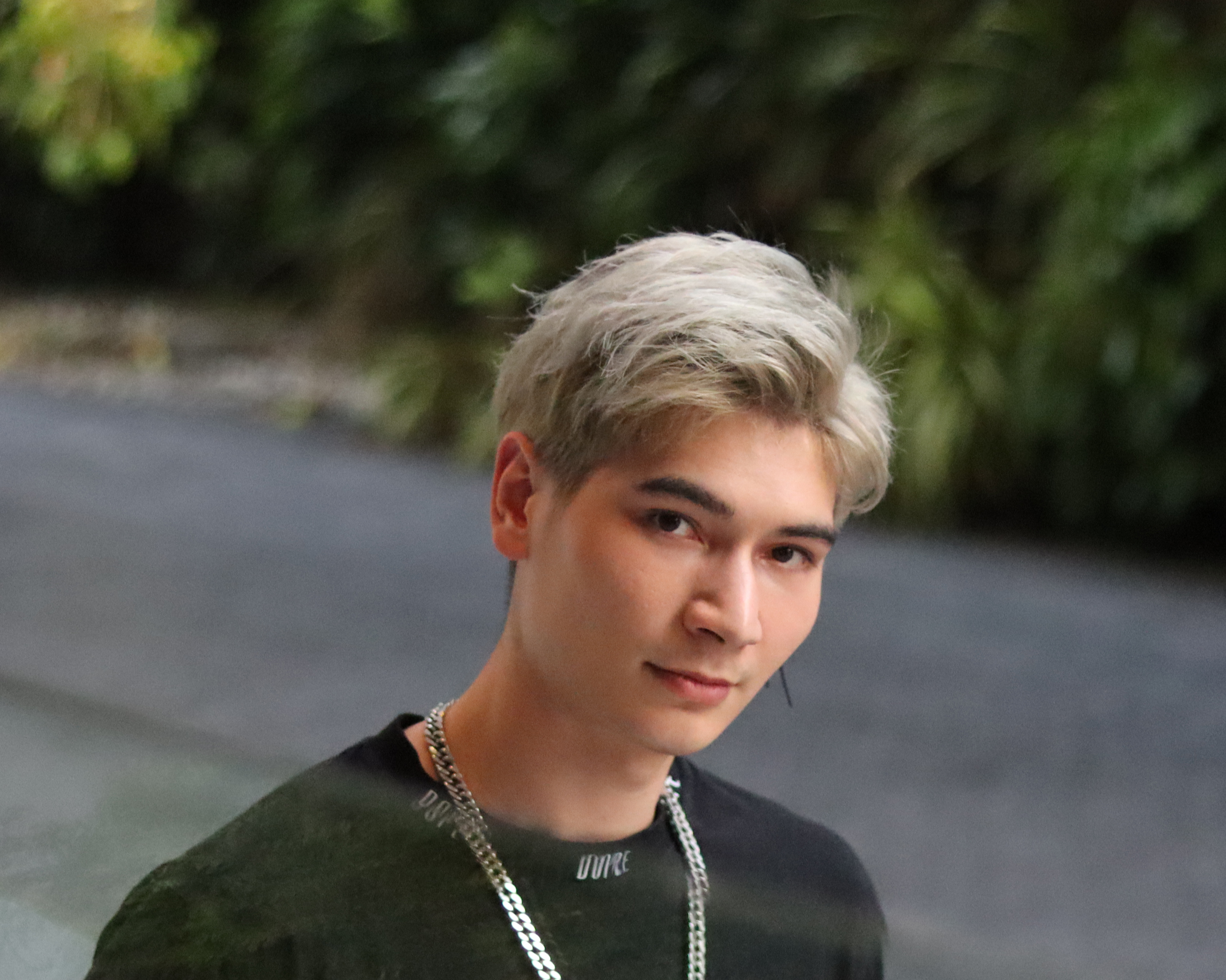
William Aherne

Lần đầu phát sóng: 25 tháng 11 năm 2018
- Được cứu: William Aherne
- Đội chiến thắng thử thách: Moo Asava
- Top nguy hiểm: Mooyong Bunsomsuk and Kat-chan Hada
- Bị loại: Mooyong Bunsomsuk
- Khách mời: Praya Lundberg

### Tập 9: Accelerate Together with Toyota C–HR Adidas
Phát sóng lần đầu: 2 tháng 12 năm 2018
- Đội chiến thắng thử thách: Moo Asava
- Người chiến thắng thử thách: Kim Goodburn
- Top 3 được chọn bởi mentor: Luis Meza, Ryota Omi & Poppy Anomakiti
- Bị loại: Kat-chan Hada, Andy Harris, Film Uengwanit, Bom Thanawatyanyong, Bank Heamtan & William Aherne
- Mentor khách mời: Pitt Karchai
- Khách mời: Arthur Apichaht Gagnaux

### Tập 10:Final Walk
Phát sóng lần đầu:ngày 9 tháng 12 năm 2018
- Đội chiến thắng: Sonia Couling
- Chiến thắng thử thách: Luis Meza
- The Face Men Thailand: Luis Meza
- Á quân: Kim, Poppy, Ryota

## Tóm tắt

### Bảng loại trừ
| Thắng thử thách | (Không có) | Best      | Luis      | Bank      | Ruj       | Poppy | William   | Luis      | Golf      | (Không có) | (Không có) |
| Luis            | –          | –         | –         | Thắng     | –         | –     | –         | –         | Nguy hiểm | Thắng      | Quán quân  |
| Kim G.          | –          | –         | –         | –         | Thắng     | Thắng | Thắng     | Thắng     | Thắng     | –          | Á quân     |
| Poppy           | –          | –         | –         | –         | Thắng     | Thắng | Thắng     | Thắng     | Nguy hiểm | Nguy hiểm  | Á quân     |
| Ryota           | –          | Thắng     | Thắng     | –         | –         | –     | Nguy hiểm | –         | Nguy hiểm | Nguy hiểm  | Á quân     |
| Bom             | –          | –         | Nguy hiểm | –         | Thắng     | Thắng | Thắng     | Thắng     | Loại      |            |            |
| Film            | –          | –         | –         | –         | Thắng     | Thắng | Thắng     | Thắng     | Loại      |            |            |
| Kat-chan        | –          | –         | –         | Thắng     | –         | –     | –         | Nguy hiểm | Loại      |            |            |
| Andy            | –          | –         | –         | Thắng     | –         | –     | –         | –         | Loại      |            |            |
| Bank            | –          | Thắng     | Thắng     | –         | –         | –     | –         | –         | Loại      |            |            |
| William         | –          | Thắng     | Thắng     | –         | Loại      | Khách | Khách     | Trở lại   | Loại      |            |            |
| Mooyong         | –          | Thắng     | Thắng     | –         | –         | –     | –         | Loại      | Khách     |            |            |
| Kim B.          | –          | Nguy hiểm | –         | Thắng     | –         | –     | Loại      | Khách     | Khách     |            |            |
| Paul            | –          | –         | –         | –         | Thắng     | Loại  | Khách     | Khách     | Khách     |            |            |
| Golf            | –          | –         | –         | Thắng     | Nguy hiểm | Loại  | Khách     | Khách     | Khách     |            |            |
| Best            | –          | Thắng     | Thắng     | Nguy hiểm | –         | Loại  | Khách     | Khách     | Khách     |            |            |
| Dom             | –          | Thắng     | Thắng     | –         | –         | Loại  | Khách     | Khách     | Khách     |            |            |
| Pon             | –          | Nguy hiểm | –         | Loại      | Khách     | Khách | Khách     | Khách     | Khách     |            |            |
| Ruj             | –          | –         | Loại      | Khách     | Khách     | Khách | Khách     | Khách     | Khách     |            |            |

Đội Moo

 Đội Sonia

 Đội Toni

Đội Lukkade: Thí sinh bị loại mỗi tập được cứu và chuyển sang đội Lukkade. Sau khi bị loại, thí sinh chỉ được tham gia thử thách cá nhân, với thử thách nhóm, thí sinh tham gia với tư cách khách mời.
     Thí sinh nằm trong đội chiến thắng
 –  Thí sinh an toàn (riêng ở tập 1, thí sinh vượt qua vòng sơ tuyển)
     Thí sinh rơi vào top nguy hiểm, bị đưa vào phòng loại
     Thí sinh bị loại
     Thí sinh bị loại nhưng được cứu, chỉ tham gia thử thách cá nhân, thử thách nhóm tham gia với tư cách khách mời
     Thí sinh được cứu, trở lại cuộc thi
     Thí sinh về nhì
     Thí sinh chiến thắng chung cuộc